# 大西峰沟西夏遗址
大西峰沟西夏遗址，位于宁夏回族自治区石嘴山市平罗县大西峰沟内，是中华人民共和国宁夏回族自治区文物保护单位之一。
2005年9月15日，授予宁夏回族自治区文物保护单位，是一座古遗址。